# Parcent
Parcent é um município da Espanha na província de Alicante, Comunidade Valenciana. Tem 11,8 km² de área e em 2021 tinha 983 habitantes (densidade: 83,3 hab./km²).

## Demografia
| Variação demográfica do município entre 1991 e 2004 | Variação demográfica do município entre 1991 e 2004 | Variação demográfica do município entre 1991 e 2004 | Variação demográfica do município entre 1991 e 2004 |
| --------------------------------------------------- | --------------------------------------------------- | --------------------------------------------------- | --------------------------------------------------- |
| 1991                                                | 1996                                                | 2001                                                | 2004                                                |
| 738                                                 | 767                                                 | 798                                                 | 907                                                 |